# Дана Воллмер
Дана Воллмер  (англ. Dana Vollmer, 13 листопада 1987) — американська плавчиня, олімпійська чемпіонка.

## Виступи на Олімпіадах
| Олімпіада   | Дисципліна                            | Місце |
| ----------- | ------------------------------------- | ----- |
| Афіни 2004  | плавання на 200 метрів вільним стилем | 6     |
| Афіни 2004  | естафета 4 × 200 вільним стилем       | 1     |
| Лондон 2012 | естафета 4 × 200 вільним стилем       | 1     |
| Лондон 2012 | плавання на 100 метрів, батерфляй     | 1     |
| Лондон 2012 | комплексна естафета 4 × 100           | 1     |
| Ріо 2016    | естафета 4 × 100 вільним стилем       | 2     |
| Ріо 2016    | 100 м батерфляєм                      | 3     |

## Зовнішні посилання
- Досьє на sport.references.com [Архівовано 21 жовтня 2012 у Wayback Machine.]